# Falles de Benicarló

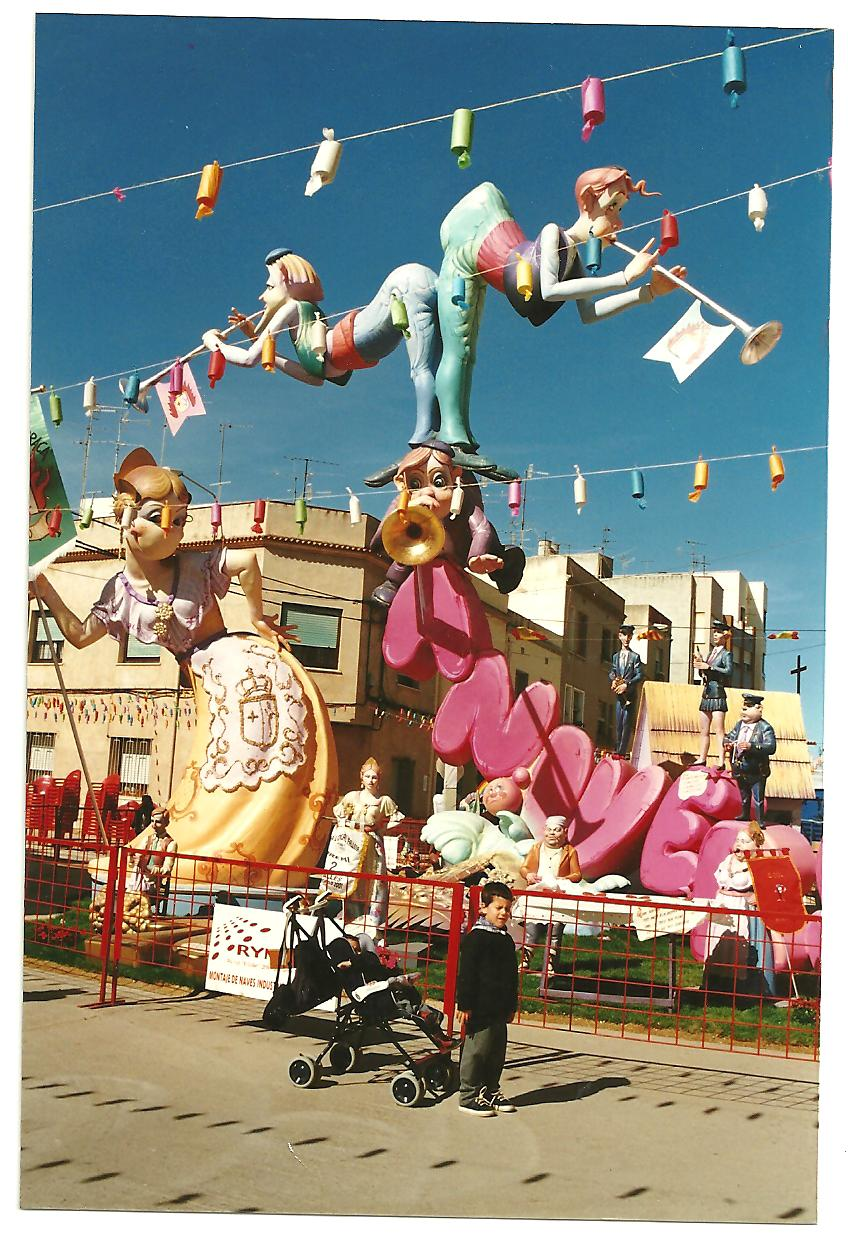
Falla la Barraca 2001.

Les Falles de Benicarló se celebren des del primer divendres de març fins al dia de Sant Josep, on es fa la cremà, el 19 de març. Compta amb 14 comissions.

## Història
Les falles de Benicarló naixen en 1973 amb la fundació de la Falla Benicarló, degana de les falles benicarlandes. A partir de 1978 es comencen a crear noves comissions amb la falla El Caduf i la falla La Paperina. En 1979 es va fundar la falla El Grill i en 1980 és l'any amb més comissions noves amb tres, La Carrasca, Mercat Vell i L'Embut. En 1981 es crea la falla Els Conquistaors, en 1982 La Barraca i en el 1983 El Campanar. Una vegada consolidada la festa, en 1995 es crea la falla Els Cremats, en 2008 la falla Nou Barri i en 2011 la falla Amics del Foc. En l’any 2023 es crea la falla número 14 de la ciutat, la falla 9 d’Octubre.

## Artistes fallers
Benicarló ha donat un bon grapat d'artistes fallers a la història de les Falles. Així el primer nom destacat de l'art efímer festiu valencià a la localitat és el d'Antonio Esteve. Li seguiran altres creadors com Ignacio Gasulla, Juan Lluch, Ximo Foix, José Luis Herrera, Daniel Ballester, Fernando Foix i Grego Acebedo entre d'altres.
Des de fa uns anys a Benicarló, s’imparteix el cicle formatiu de grau Superior d’Artista Faller i Construcció d’escenografies, que ha donat lloc a nous artistes que han plantat falles tant a Benicarló com es el cas d’Eva Cutanda i Juanan Núñez, i Laia Pio que a banda de Benicarló tambe ha plantat falla a la localitat d’Alzira.

## Premis
Fins a 1980 no es començarien a donar premis.

## IPalmarès per anys
| Any  | Primer premi     | Segon            | Tercer           | Quart            | Cinqué                           | Sisé        | Seté        |
| 1980 | El Caduf         |                  |                  |                  |                                  |             |             |
| 1981 | L'Embut          |                  |                  |                  |                                  |             |             |
| 1982 | Mercat Vell      |                  |                  |                  |                                  |             |             |
| 1983 | La Paperina      |                  |                  |                  |                                  |             |             |
| 1984 | Benicarló        |                  |                  |                  |                                  |             |             |
| 1985 | Benicarló        | La Paperina      | El Caduf         |                  |                                  |             |             |
| 1986 | Benicarló        | Els Conquistaors | La Carrasca      |                  |                                  |             |             |
| 1987 | Benicarló        | La Carrasca      | Mercat Vell      |                  |                                  |             |             |
| 1988 | Benicarló        | La Paperina      | Els Conquistaors |                  |                                  |             |             |
| 1989 | Benicarló        | La Carrasca      | L'Embut          |                  |                                  |             |             |
| 1990 | Benicarló        | La Carrasca      | Els Conquistaors | La Paperina      | El Campanar                      |             |             |
| 1991 | El Campanar      | Benicarló        | La Paperina      | La Carrasca      | L'Embut                          |             |             |
| 1992 | El Caduf         | Benicarló        | La Barraca       | El Campanar      | Els Conquistaors                 |             |             |
| 1993 | El Caduf         | Benicarló        | Els Conquistaors | L'Embut          | La Barraca                       |             |             |
| 1994 | Mercat Vell      | L'Embut          | La Paperina      | Benicarló        | La Carrasca                      |             |             |
| 1995 | Els Conquistaors | El Caduf         | Mercat Vell      | El Grill         | Benicarló                        |             |             |
| 1996 | El Campanar      | Mercat Vell      | Benicarló        | La Barraca       | L'Embut                          |             |             |
| 1997 | El Caduf         | La Paperina      | El Campanar      | La Carrasca      | L'Embut                          |             |             |
| 1998 | Benicarló        | El Campanar      | Els Conquistaors | L'Embut          | Mercat Vell                      |             |             |
| 1999 | La Carrasca      | Benicarló        | Mercat Vell      | Els Conquistaors | El Grill                         |             |             |
| 2000 | La Carrasca      | El Campanar      | Benicarló        | Els Conquistaors | El Caduf                         |             |             |
| 2001 | La Carrasca      | La Barraca       | Benicarló        | L'Embut          | El Campanar                      |             |             |
| 2002 | La Carrasca      | El Caduf         | Benicarló        | El Campanar      | Els Cremats                      |             |             |
| 2003 | El Caduf         | La Carrasca      | Benicarló        | Els Conquistaors | El Grill                         |             |             |
| 2004 | La Carrasca      | L'Embut          | El Caduf         | La Barraca       | El Campanar                      |             |             |
| 2005 | La Carrasca      | Els Conquistaors | El Caduf         | El Grill         | Els Cremats                      |             |             |
| 2006 | La Carrasca      | La Barraca       | La Paperina      | Els Cremats      | El Caduf                         |             |             |
| 2007 | Benicarló        | Els Cremats      | La Carrasca      | L'Embut          | El Caduf                         |             |             |
| 2008 | Benicarló        | Els Cremats      | El Campanar      | La Carrasca      | La Paperina                      |             |             |
| 2009 | Els Cremats      | El Campanar      | Nou Barri        | La Carrasca      | La Barraca                       |             |             |
| 2010 | Mercat Vell      | El Caduf         | La Paperina      | Benicarló        | Els Cremats                      |             |             |
| 2011 | Benicarló        | Mercat Vell      | Nou Barri        | El Caduf         | La Barraca i La Paperina (Empat) |             |             |
| 2012 | Benicarló        | Nou Barri        | Els Cremats      | La Carrasca      | Mercat Vell                      |             |             |
| 2013 | Benicarló        | La Barraca       | La Carrasca      | La Paperina      | Mercat Vell                      | Els Cremats |             |
| 2014 | Benicarló        | Els Cremats      | El Caduf         | Nou Barri        | La Carrasca                      | La Barraca  |             |
| 2015 | Els Cremats      | Benicarló        | Mercat Vell      | Nou Barri        | La Barraca                       | L'Embut     |             |
| 2016 | La Barraca       | Cremats          | La Carrasca      | Benicarló        | Mercat Vell                      | Nou Barri   |             |
| 2017 | Mercat Vell      | Benicarló        | Els Cremats      | El Caduf         | El Campanar                      | El Grill    |             |
| 2018 | Benicarló        | El Caduf         | Mercat Vell      | Els Cremats      | Els Conquistaors                 | La Barraca  |             |
| 2019 | Benicarló        | Mercat Vell      | La Barraca       | El Caduf         | El Grill                         | L'Embut     |             |
| 2022 | L'Embut          | El Caduf         | La Barraca       | Els Cremats      | La Paperina                      | Benicarló   |             |
| 2023 | El Caduf         | El Campanar      | Mercat Vell      | La Barraca       | L'Embut                          | La Paperina |             |
| 2024 | Mercat Vell      | La Paperina      | El Caduf         | El Campanar      | Els Conquistaors                 | Els Cremats |             |
| 2025 | Benicarló        | El Campanar      | 9 d’octubre      | La Barraca       | La Paperina                      | El Caduf    | Mercat vell |

## Palmarès per premis
| Falla             | Primer premi | Segon | Tercer | Quart | Cinqué | Sisé | Total |
| Benicarló         | 16           | 6     | 5      | 3     | 1      | 1    | 32    |
| El Caduf          | 6            | 5     | 5      | 3     | 3      | 0    | 22    |
| La Paperina       | 1            | 4     | 4      | 2     | 3      | 1    | 15    |
| El Grill          | 0            | 0     | 0      | 2     | 3      | 1    | 6     |
| L'Embut           | 2            | 2     | 1      | 4     | 4      | 2    | 15    |
| Mercat Vell       | 5            | 3     | 6      | 0     | 4      | 0    | 18    |
| La Carrasca       | 7            | 4     | 4      | 5     | 2      | 0    | 22    |
| Els Conquistaors  | 1            | 2     | 4      | 3     | 3      | 0    | 13    |
| La Barraca        | 1            | 3     | 3      | 3     | 4      | 2    | 16    |
| El Campanar       | 2            | 4     | 2      | 3     | 4      | 0    | 15    |
| Els Cremats       | 2            | 4     | 2      | 3     | 3      | 2    | 16    |
| Nou Barri         | 0            | 1     | 2      | 2     | 0      | 1    | 6     |
| Amics del Foc     | 0            | 0     | 0      | 0     | 0      | 0    | 0     |
| Falla 9 d'Octubre | 0            | 0     | 0      | 0     | 0      | 0    | 0     |

## Palmarès primers premis
- Falla Benicarló: 16 vegades (1984, 1985, 1986, 1987, 1988, 1989, 1990, 1998, 2007, 2008, 2011, 2012, 2013, 2014, 2018, 2019)
- Falla El Caduf: 6 vegades (1980, 1992, 1993, 1997, 2003, 2023)
- Falla La Paperina: 1 vegada (1983)
- Falla L'Embut: 2 vegades (1981, 2022)
- Falla Mercat Vell: 5 vegades (1982, 1994, 2010, 2017, 2024)
- Falla La Carrasca: 7 vegades (1999, 2000, 2001, 2002, 2004, 2005, 2006)
- Falla Els Conquistaors: 1 vegada (1995)
- Falla La Barraca Mallols: 1 vegada (2016)
- Falla El Campanar: 2 vegades (1991, 1996)
- Falla Els Cremats: 2 vegades (2009, 2015)